# Кумылга
Кумы́лга — река в Волгоградской области России, левый приток Хопра. Длина — 119 км, площадь бассейна — 1730 км².

## Этимология
Название реки Кумылга происходит от тюркских слов кум — «песок» и елга (илга, ылга) — «река».

## Описание
Река берёт начало около хутора Троицкого Михайловского района на высоте 135 м. Течёт в юго-западном направлении и впадает в Хопёр южнее станицы Кумылженской.

## Населённые пункты
От истока к устью:
- Шарашенский
- Захаровский
- Родионовский
- Чуносовский
- Головский
- Обливский
- Кумылженская